# Yaudel Lahera
Yaudel Lahera García (Habana del Este, 9 de febrero de 1991) es un futbolista cubano que juega como delantero. Actualmente se encuentra jugando en Santo Domingo Savio de la Liga de Ascenso de Honduras.

## Trayectoria
Debutó como futbolista en el año 2010 con el Fútbol Club Ciudad de La Habana, equipo del cual formó parte hasta mediados de 2015. El 2 de junio de 2015 firmó contrato con Cimarrones de Sonora, equipo de la Liga de Ascenso de México.

## Selección nacional
Ha sido internacional con la Selección de fútbol de Cuba en dieciséis ocasiones. Debutó el 25 de mayo de 2011, en un partido amistoso contra Nicaragua que finalizó empatado 1-1. Disputó en Estados Unidos la Copa de Oro 2011, donde su selección no pasó de la fase de grupos.

### Participaciones en Copa de Oro
| Copa de Oro      | Sede           | Resultado      |
| ---------------- | -------------- | -------------- |
| Copa de Oro 2011 | Estados Unidos | Fase de Grupos |

### Goles internacionales
| #  | Fecha              | Lugar                                  | Rival     | Goles | Resultado | Competición |
| -- | ------------------ | -------------------------------------- | --------- | ----- | --------- | ----------- |
| 1. | 28 de mayo de 2011 | Estadio Pedro Marrero, La Habana, Cuba | Nicaragua | 2 – 0 | 2–1       | Amistoso    |

## Clubes
| Club                 | País     | Año         |
| -------------------- | -------- | ----------- |
| F.C. La Habana       | Cuba     | 2010 - 2015 |
| Cimarrones de Sonora | México   | 2015 - 2016 |
| Tepatitlán           | México   | 2016 - 2017 |
| Marathón             | Honduras | 2017 - 2019 |
| Honduras Progreso    | Honduras | 2020        |
| Marathón             | Honduras | 2020 - 2022 |
| Victoria             | Honduras | 2022 - 2023 |
| Santo Domingo Savio  | Honduras | 2024 - Act. |

## Palmarés

### Campeonatos internacionales
| Título          | Club              | País | Año  |
| --------------- | ----------------- | ---- | ---- |
| Copa del Caribe | Selección de Cuba | Cuba | 2012 |

## Vida privada
Es íntimo amigo del famoso actor William Levy.